# Documal SaaS
Documal SaaS（ドキュマル サース）は富士通と富士通中国システムズが提供する、SaaS型文書管理システムである。企画、調達・購買、生産などの業務で生じるさまざまなドキュメントを作業ごとに保管することができる。
国内外の拠点間・取引先でドキュメントを共有することで、作業の進捗情報や最新情報を共有できるため、拠点間の連携や事業継続対策に活用できる。カスタマイズ可能な業務テンプレートや、業務履歴も含めて管理できるワークフロー機能などがある。

## 用途
Documal SaaSは次のような業務や場面で使用できる。
- 国内外の拠点間の情報共有
- 取引先との情報共有
- 品質管理業務
- ISO文書の保管
- 承認業務
- マニュアル管理業務

## 機能
Documal SaaSには次のような機能がある。

### 基本システム機能
- ログ管理
- ワークフロー
- 文書管理
- マスタメンテナンス
- 複数言語対応

### 業務テンプレートオプション
テンプレートの活用により、簡単・短期間で業務に対応した環境を準備することが可能。また、テンプレートは、利用者の業務にあわせてカスタマイズすることもできる。
- 取引先情報共有テンプレート
- 品質管理テンプレート
- マニュアル公開テンプレート

### 機能拡張オプション
- コンテンツPDF変換
- 認証連携サービス
- マスタデータ連携サービス